# Wiktor Wassiljewitsch Zyplakow
Wiktor Wassiljewitsch Zyplakow (russisch Виктор Васильевич Цыплаков; * 9. Dezember 1937 in Moskau, Russische SFSR) ist ein ehemaliger sowjetisch-russischer Eishockeyspieler, der seit seinem Karriereende als Eishockeytrainer arbeitet.

## Karriere
Wiktor Zyplakow spielte ab 1955 für den HK Lokomotive Moskau in der höchsten Spielklasse der Sowjetunion und erreichte mit seinem Team 1961 den dritten Platz in der Meisterschaft. 1967 und 1969 gewann Lokomotive Moskau den Spengler Cup.
Zwischen 1972 und 1974 ging er für den EC KAC aus Österreich aufs Eis und erzielte in 65 Spielen für den EC 61 Tore. Zudem gewann er 1973 und 1974 mit dem EC KAC die österreichische Meisterschaft.
Nach diesem Erfolg kehrte er nach Moskau zurück und spielte noch bis 1976 für Lokomotive. Bis zu seinem Karriereende absolvierte er 530 in der höchsten Spielklasse der Sowjetunion, in denen er 263 Tore erzielte.
1969 erhielt er die Ehrung als Verdienter Meister des Sports der UdSSR.
Nach seinem Rücktritt wurde er Eishockeytrainer und trainierte unter anderem Lokomotive Moskau. Heute arbeitet er als Nachwuchstrainer beim HK Spartak Moskau.

### International
Zyplakow spielte für die sowjetische Nationalmannschaft bei der Eishockey-Weltmeisterschaft 1961, wobei er in fünf Spielen ein Tor erzielte und die Bronzemedaille gewann. Insgesamt brachte er es zwischen 1960 und 1964 auf elf Länderspiele.

## Erfolge
- 1961 Gewinn der Bronzemedaille bei der Weltmeisterschaft
- 1967 Gewinn des Spengler Cups
- 1969 Gewinn des Spengler Cups
- 1969 Ehrung als Verdienter Meister des Sports der UdSSR
- 1971 Meister der Perwaja Liga und Aufstieg in die Wysschaja Liga
- 1973 Österreichischer Meister mit dem EC KAC
- 1973 Österreichischer Meister mit dem EC KAC